# Comtat de Chalon
El comtat de Chalon o de Chaunois fou una jurisdicció feudal de Borgonya, centrada a Chalon-sur-Saône a l'actual departament de Saône-et-Loire. El 5 de juny de 1237 en l'acord de Saint-Jean-de-Losne el comte Joan I va cedir el comtat de Chalon (herència materna) i el d'Auxonne (herència paterna) amb el ducat de Borgonya, a canvi de diverses senyories: Salins (que era llavors la segona ciutat del comtat de Borgonya), Belvoir, Vuillafans, Ornans, Montfaucon, Arlay, el castell de Les Clées al Vaud, Chaussin i Orgelet.
El seu fill Hug de Chalon (1220-1266) va esdevenir comte de Borgonya per matrimoni amb la comtessa Adelaida I de Borgonya i Joan va esdevenir regent en nom del seu fill, la jove i el net Otó IV de Borgonya. Així va esdevenir un dels principals senyors del comtat de Borgonya, fundador de la casa de Chalon-Arlay.

## Llista dels comtes de Chalon
- Guerí I (vers 760- després del 819)
- Guerí II (abans de 825-853) (comte de Chalon, Mâcon, Autun i Arle, comte i duc de Tolosa ?
- Isembard 853-858 (comte d'Autun, de Chalon, de Mâcon i de Dijon) (fill)
- Humfrid 858-863 (comte d'Autun, de Chalon, de Mâcon i de Dijon), duc de Septimània
- Eccard (863-877)
- Bosó de Provença (877-880)
- Manassès I (vers 875-918)
- Manassès II (vers 918-després de 925)
- Gilbert o Gislebert (vers 926-956) (fill), duc de Borgonya
- Robert de Vermandois comte de Meaux, Vermandois, Chalon i Beaune (per matrimoni amb Adelaida de Borgonya) 956-967
- Lambert (? - † 27 de febrer del 978), comte de Chalon (i Beaune?) i comte d'Autun (per matrimoni amb Adelaida de Borgonya).[1]
- Adelaida de Borgonya 956-987, sola del 978 al 979.
- Jofré I Grisegonelle, comte d'Anjou (960-987), comte de Chalon (i Beaune?), casat amb Adelaida de Borgonya[2]
- Hug I (987-1039), comte de Chalon, bisbe d'Auxerre (999) (fill Lambert de Chalon i d'Adelaida de Borgonya).[3]
- Tibald, comte de Chalon 1039-1065,[4] fill de Jofré de Semur-en-Brionnais i de Mafalda (o Matilde) filla de Lambert[5]
- Hug II (nascut vers 1022- + 1080)[6]), comte de Chalon (fill de Tibald i d'Ermentruda d'Autun)[7]
- Adelaida de Chalon, filla de Tibald de Chalon i d'Ermentruda d'Autun 1080-? (filla)[8]
- Guiu conegut com a Guiu de Thiers (+ vers 1113) comte de Chalon ?-1113[9]
- Guillem I (vers 1085-1166) conegut com a Guillem de Thiers, comte de Chalon 1113-1166 (fill)
- Guillem II (vers 1120-1202) conegut també com a Guillem de Thiers, comte de Chalon 1166-1202 (fill)[10]
- Beatriu de Chalon (1174 -† 7 abril 1227), coneguda també com a Beatriu de Thiers, comtessa de Chalon 1202-1227 (filla)[11]
- Joan I (1190-1237) (anomenat Joan de Borgonya, Joan l'Antic o Joan el Savi, 1228-† 1267), darrer comte de Chalon i d'Auxonne, senyor de Salins) 1227-1237 (fill)